# Єкпінді (Толебійський район)
Єкпінді́ (каз. Екпінді) — село у складі Толебійського району Туркестанської області Казахстану. Входить до складу Алатауського сільського округу.
Населення — 1286 осіб (2021; 1263 у 2009, 1120 у 1999, 921 у 1989).